# Kära vinter
Kära vinter är ett julalbum av Måns Zelmerlöw, utgivet 12 november 2011.

## Låtlista
| Nummer | Titel                                         |
| ------ | --------------------------------------------- |
| 1.     | Kära vinter                                   |
| 2.     | December                                      |
| 3.     | Christmas Song                                |
| 4.     | Winter Wonderland                             |
| 5.     | Have Yourself a Merry Little Christmas        |
| 6.     | I Pray on Christmas (med Björn Skifs)         |
| 7.     | Jag drömmer om en jul hemma (White Christmas) |
| 8.     | Oh, Come All Ye Faithful (Adeste Fideles)     |
| 9.     | Tomten, jag vill ha en riktig jul             |
| 10.    | The Angel Gabriel (med Lunds studentsångare)  |
| 11.    | Vit som en snö (med Pernilla Andersson)       |

### Fotnoter
1. ↑  ”Kära vinter” (på engelska). Discogs. 10 mars 2011. http://www.discogs.com/M%C3%A5ns-Zelmerl%C3%B6w-K%C3%A4ra-Vinter/release/5069041. Läst 21 december 2014.